# Meinl
 (août 2022).
Si vous disposez d'ouvrages ou d'articles de référence ou si vous connaissez des sites web de qualité traitant du thème abordé ici, merci de compléter l'article en donnant les références utiles à sa vérifiabilité et en les liant à la section « Notes et références ».
Meinl est une marque de cymbales et de percussions d'origine allemande créée en 1951 par Roland Meinl. Elle est réputée dans le domaine des cymbales[réf. nécessaire].
En 2000, la marque connait une renaissance en exportant ses produits vers les États-Unis, grâce notamment à l'ouverture d'une succursale nommée Meinl U.S.A.
Les produits Meinl sont distribués en France par Saico

## Types de cymbales
- Hi-Hat
- Crash
- Ride
- Splash
- China
- Cymbales frappées (pour orchestre symphonique)

## Percussions
La marque vend différentes percussions, des instruments les plus populaires (Cajons, Tambourins...) à ceux plus spécifiques (Didjeridoos, Ibos, Darbukas...). Des workstations destinés aux percussionnistes sont également vendues.
Meinl vend des percussions destinées aux enfants et aux jeunes débutants, sous le nom de Nino Percussion.

## Artistes
- Arthur Dubois
- Damien Schmitt, (Sixun, Impact Fuze, Alain Caron)
- Christoph Schneider du groupe de métal industriel Rammstein
- Sébastien Joly
- Benny Greb
- Thomas Lang
- Barry Kerch
- Chris Adler du groupe de groove metal Lamb Of God
- Derek Roddy
- Piwee
- Ion Meunier du groupe d'électro-rock Shaka Ponk
- Meytal Cohen
- Daniel WIlliams du groupe de métal chrétien/métalcore The Devil Wears Prada
- Christian Coma du groupe de glam métal Black Veil Brides
- Brann Dailor du groupe de sludge progressif Mastodon
- Tommy Clufetos batteur d'Ozzy Osbourne
- Fredrick Andersson du groupe de death metal Amon Amarth
- Alex Lopez du groupe de deathcore Suicide Silence
- Dave Mackintosh du groupe de speed metal Dragonforce
- Daniel Svensson du groupe de death melodique In Flames
- Luke Holland
- David Puckett du groupe For Today
- Franck Agulhon
- Matt Garstka du groupe Animals as Leaders
- Anika Nilles
- Camille Bigeault
- Miles McPherson
- Camille Chenut